# Girolamo Tornielli di Borgo Lavezzaro
Girolamo Tornielli di Borgo Lavezzaro (di Ortello e Barengo) (Novara, 31 luglio 1790 – Novara, 13 marzo 1863) è stato un politico italiano.
Appartenente ad una famiglia patrizia novarese e pronipote del marchese Tornielli Luigi Gaudenzio, gli venne concesso il titolo di Marchese di Borgo Lavezzaro il 6 luglio 1824. Fu Decurione di Novara e Gentiluomo di camera onorario di Sua Maestà il Re.
Il 3 aprile 1848 venne eletto senatore del Regno di Sardegna.
Fu padre del senatore Luigi e nonno del senatore Rinaldo.